# Scleria schulzii
Scleria schulzii är en halvgräsart som beskrevs av Manuel Barros. Scleria schulzii ingår i släktet Scleria och familjen halvgräs. Inga underarter finns listade i Catalogue of Life.